# Saint-Laurent-sur-Gorre
Saint-Laurent-sur-Gorre (okzitanisch Sent Laurenç de Gòra) ist eine französische Gemeinde im Département Haute-Vienne in der Region Nouvelle-Aquitaine. Sie gehört zum Arrondissement Rochechouart und zum Kanton Rochechouart.

## Geografie
Saint-Laurent-sur-Gorre liegt am namengebenden Fluss Gorre und ist Teil des Regionalen Naturparks Périgord-Limousin.

## Bevölkerungsentwicklung
Im Jahre 1793 hatte die Stadt 2189 Einwohner. Der Höchststand wurde 1846 mit 2780 Einwohnern erreicht, danach sank die Zahl kontinuierlich bis 1975.
| 1962 | 1968 | 1975 | 1982 | 1990 | 1999 | 2006 | 2012 |
| ---- | ---- | ---- | ---- | ---- | ---- | ---- | ---- |
| 1529 | 1356 | 1344 | 1440 | 1547 | 1422 | 1480 | 1423 |

## Geschichte

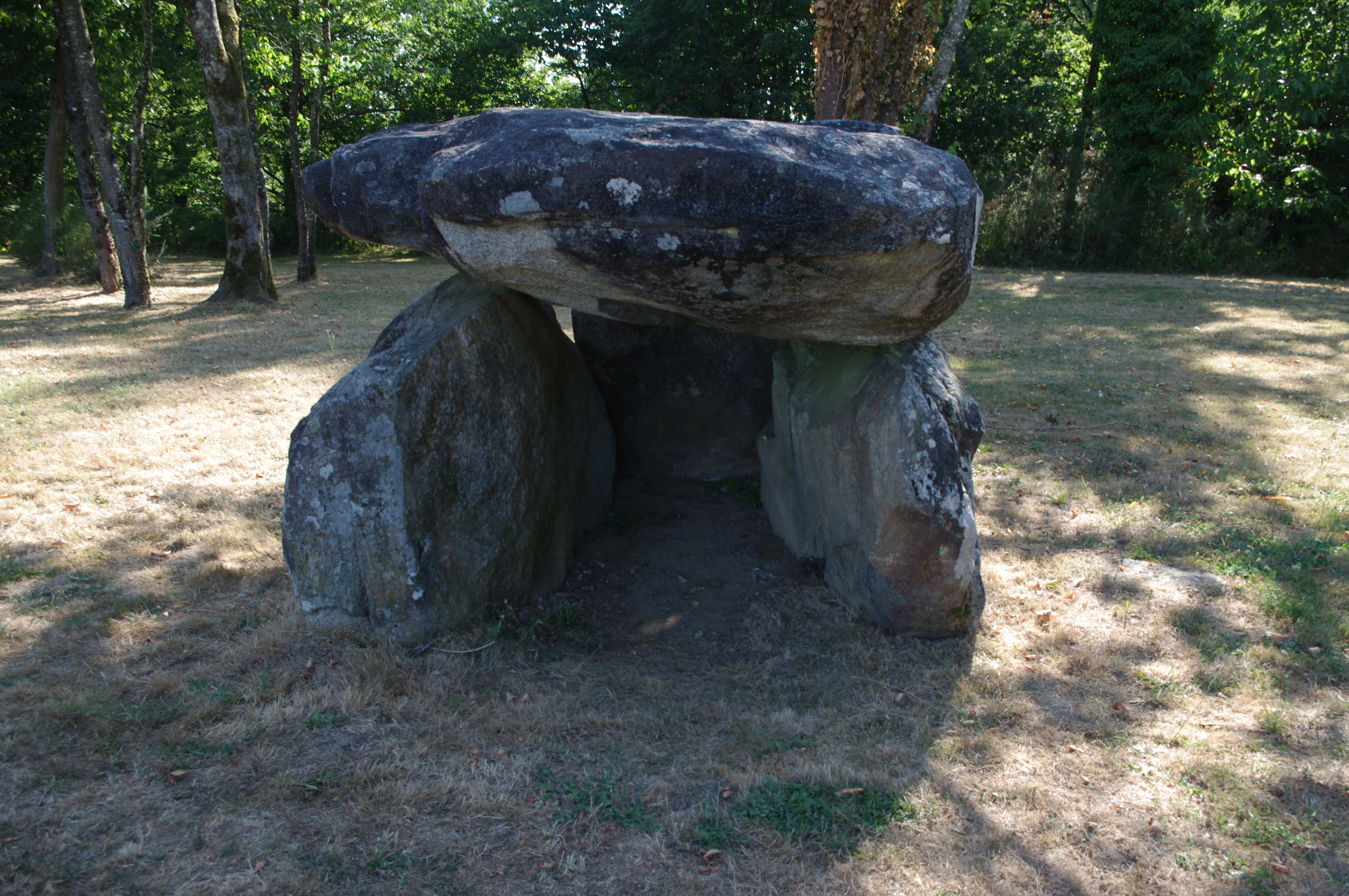
Der Pierre Levée, oder Dolmen de la Côte liegt westlich von in Saint-Laurent-sur-Gorre

Vor der Französischen Revolution war Saint-Laurent-sur-Gorre eine Kirchengemeinde der Diözese Limoges, die dem Erzpriester von Nontron unterstand. Weltlich gehörte sie zum Poitou.
Saint-Laurent besaß eine Leprakolonie, genannt maladrerie, deren Schutzpatron Maturinus von Sens war.

## Gemeindepartnerschaft
- Weihenzell im Landkreis Ansbach in Bayern.